# Транко (криптид)
Транко (Trunko, від англ. «trunk», «хобот») — неідентифікована морська істота, яку було викинуто на берег біля міста Маргіт у Південноафриканській республіці 25 жовтня 1924 (також іноді наводять дати 1 листопада 1922 або 2 листопада 1924 року). Протягом тривалого часу ця тварина вважалася криптидом, але зрештою дослідники дійшли висновку, що це, з великою ймовірністю, звичайний глобстер — швидше за все, рештки мертвого кита.

## Історія виявлення та опис
Першою згадкою про Транко була стаття «Fish Like A Polar Bear» («Риба, схожа на білого ведмедя»), опублікована у лондонській газеті «Daily Mail» 27 грудня 1924 року. Згідно з цією статтею, дану тварину вперше побачив біля узбережжя південноафриканський фермер Г'ю Белланс, коли вона протягом трьох годин билася з двома косатками. Під час цієї бійки істота нібито використовувала як зброю проти косаток свій хвіст і вистрибувала з води приблизно на 6 м (20 футів).
Після цього труп істоти було викинуто хвилями на пляж біля міста Маргіт. Розміри тварини оцінені свідками як приблизно 14 метрів (47 футів) у довжину і 1,5 м (5 футів) у висоту. Задній бік тіла закінчувався триметровим хвостом (у деяких більш пізніх звітах говорилося, ніби хвіст нагадував такий у лобстерів). Чіткої голови тіло не мало, замість неї попереду знаходився хобот, схожий на слонячий, приблизно 1,5 метра у довжину і 35 см (14 дюймів) в поперечнику. Саме через це британський криптозоолог Карл Шукер і прозвав невідому тварину «Транко» у своїй книзі «Unexplained» 1996 року. Крім того, тварина нібито була вкрита білосніжним хутром довжиною приблизно у 20 см (сам Белланс порівняв її з «гігантським білим ведмедем»). Слідів крові на місці виявлено не було.
Зрушити тіло з місця не вдалося навіть за допомогою волів через його величезну вагу. Протягом десяти діб воно пролежало на березі, поступово розкладаючись, після чого було змите відпливом назад до моря. За твердженнями статті 1925 року «Волохате чудовисько вбило китів», істота лежала на березі не мертвою, а непритомною, і через десять днів, отямившись, втекла до моря.

## Дослідження

Одна з чотирьох відомих фоторафій «Транко», зроблених А. Джонсом.

Попри те, що тіло доволі довго знаходилося на березі, жоден науковець його не оглянув, тому вартого довіри опису «Транко» складено не було. Висловлювалися гіпотези, що ця тварина може являти собою невідоме китоподібне, ластоноге, сиреноподібне тощо.
Вважалося, що фотографій істоти також не існує, але у 2010 році вищезгаданий Карл Шукер і німецький криптозоолог Маркус Хемлер незалежно одне від одного виявили три фотографії решток «Транко», зроблені йоганнесбурзьким фотографом А. Джонсом і опубліковані в серпневому випуску британського часопису «The Wide World Magazine» за 1925 рік.
Дослідивши виявлені фотографії, Шукер дійшов висновку, що «істота» є типовим глобстером з великої маси китячого жиру, «біле хутро» ж являє собою волокна сполучної тканини. Щодо стверджень про бій істоти з косатками — судячи з усього, вони є не більш ніж вигадкою «очевидця».